# Schloss Freydegg

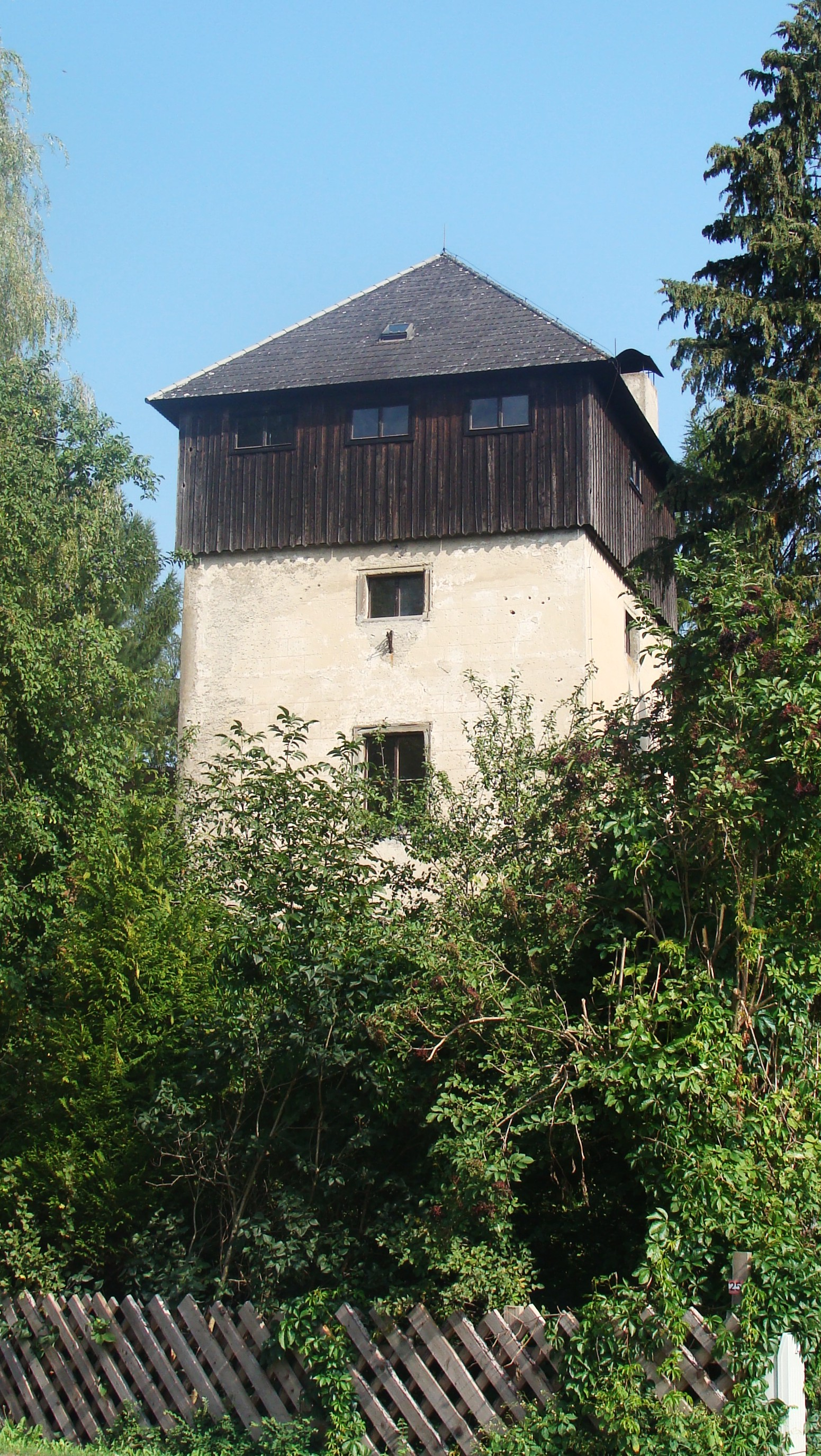
Schloss Freydegg in Ferschnitz

Schloss Freydegg steht im Nordwesten der Marktgemeinde Ferschnitz im Bezirk Amstetten in Niederösterreich an der Straße nach St. Georgen am Ybbsfelde. Der Turm des Schlosses steht unter Denkmalschutz (Listeneintrag).

## Geschichte
Urkundlich 1332 genannt wurde 1339 Ludwig von Zelking genannt und 1432 Hans Strein von Schwarzenau genannt. Mit 1574 Reichard Strein von Schwarzenau. 1616 Hans Joachim von Zinzendorf. 1678 bis 1937 die Grafen Starhemberg.
Laut zwei bemerkenswerten Inschrifttafeln über den Seitenportalen, eine davon in antikisierenden Rahmen, wurde das Schloss unter Reichard Strein von Schwarzenau auf den Resten eines Vorgängerbaues von 1575 bis 1584 erbaut.
Am 27. September 1581 fand die sogenannte „Freidegger Hochzeit“ statt, bei der Reichard Streun von Schwarzenau seine (zweite) Gemahlin Regina von Tschernembl, die Schwester von Georg Erasmus von Tschernembl, heiratete. Während des Festes brach der Boden des Festsaals ein. 88 Gäste stürzten in die Tiefe, wobei zwei bis drei Personen starben und zahlreiche Hochzeitsteilnehmer schwer verletzt wurden. Da fast alle Festgäste evangelisch bzw. calvinistisch gesinnt waren, wurde dieses Unglück von katholischer Seite als Strafe Gottes für die in großer Pracht abgehaltene Vermählung gedeutet.
Von der ehemaligen ausgedehnten befestigten Schlossanlage der Renaissance – welche seit dem 18. Jahrhundert in Verfall steht – ist noch ein Torturm und die seitlich daran anschließenden Bauteile sowie Teile eines ehemaligen Wirtschaftstraktes erhalten.
Nach 1960 wurde die Anlage mit Raritäten und Sammelstücken zu einem romantischen Pasticcio ausgestaltet.

## Architektur
Der viergeschoßige rechteckige Torturm aus dem vierten Viertel des 16. Jahrhunderts zeigt im Erdgeschoß einen Rustika-Sockel und an der Rückseite eine Portal-Rustika-Rahmung mit originalem Putz aus dem 16. Jahrhundert mit geritzter Quaderung. Das Dachgeschoß aus Holz ist aus der Mitte des 20. Jahrhunderts. Das Tonnengewölbe der Durchfahrt hat Stichkappen. Im ersten Stock befinden sich bei beiden Fenstern in den rückspringenden Gewändemauerteilen Rundbogennischen mit Terrakotta-Muscheln über je zwei männlichen bzw. weiblichen Terrakotta-Trägerfiguren aus dem vierten Viertel des 16. Jahrhunderts, die Holzdecke mit geschnitzten Balken zeigt die Jahresangabe 1866. Ehemalige kleine Granitsäulen dienen in Sekundärverwendung als Fensterstöcke und im Garten.
Der langgestreckte zweigeschoßige ungegliederte ehemalige Wirtschaftstrakt im Kern aus dem vierten Viertel des 16. Jahrhunderts zeigt Putz aus dem 17. und 18. Jahrhundert mit Ritzquaderung. Innen gibt es teils Holzbalkendecken und Holzportale sowie Stichkappentonnen und Kreuzgratgewölbe aus dem vierten Viertel des 16. Jahrhunderts und eine ehemalige Rauchküche.